# Самтредиа
Самтре́диа (груз. სამტრედია) — город в западной Грузии, административный центр Самтредского муниципалитета.
Население города — 25 318 жителей (перепись 2014 года).

## География и климат
Город расположен на Колхидской низменности, в 27 км западнее Кутаиси. Недалеко от города встречаются две реки — Риони и Цхенисцкали.
С севера к городу примыкает посёлок Кулаши.
Климат субтропический, мягкий и влажный.

## История
Самтредиа (изначально Санавардо) входило во владение древнего грузинского княжеского рода Микеладзе.
Санавардо (груз. «место отдыха, прогулок» — наварди «скачки; конные и пешие прогулки») было известно своими садами. «В Санавардо много небольших лесов в виде рощиц из грецких орешин, обвитых виноградными лозами, шелковиц, смоковниц, гранатовых, персиковых деревьев, яблонь, груш, слив, айвы и каштанов. Нигде более я не встретил такого количества фруктовых деревьев и в таком естественном смешении, как здесь» — писал в 1771 г. исследователь (работавший в Петербургской Академии наук) Иоганн Антон Гильденштедт.
Поселение Самтредиа (груз. «место голубей», «гнездовище голубей» — от მტრედი мтреди «голубь») было образовано в XIX веке.
В 1921 году получает статус города.
Во время гражданской войны в Грузии за город, имеющий стратегическое значение как важнейший железнодорожный узел, шли ожесточённые бои, с 17 по 21 октября 1993 года Самтредиа находился под контролем звиадистов.

## Достопримечательности
В селении Кулаши близ Самтредиа в фамильной церкви князей Микеладзе во время расчистки сводчатого перекрытия под слоем штукатурки обнаружены росписи XVI века.

## Экономика
В городе имелось несколько крупных предприятий (до начала 90-х г.): шелкопрядная фабрика, чаеразвесочная фабрика, хлопкоперерабатывающая фабрика, завод по выпуску оборудования для чаеразвесочных и перерабатывающих заводов, деревообрабатывающий комбинат (один из крупнейших, число работающих достигало 1600 человек). Вследствие падения экономики много предприятий были разрушены и приведены в негодность.
В настоящее время в районе хорошо развивается частное сельское хозяйство.

## Транспорт

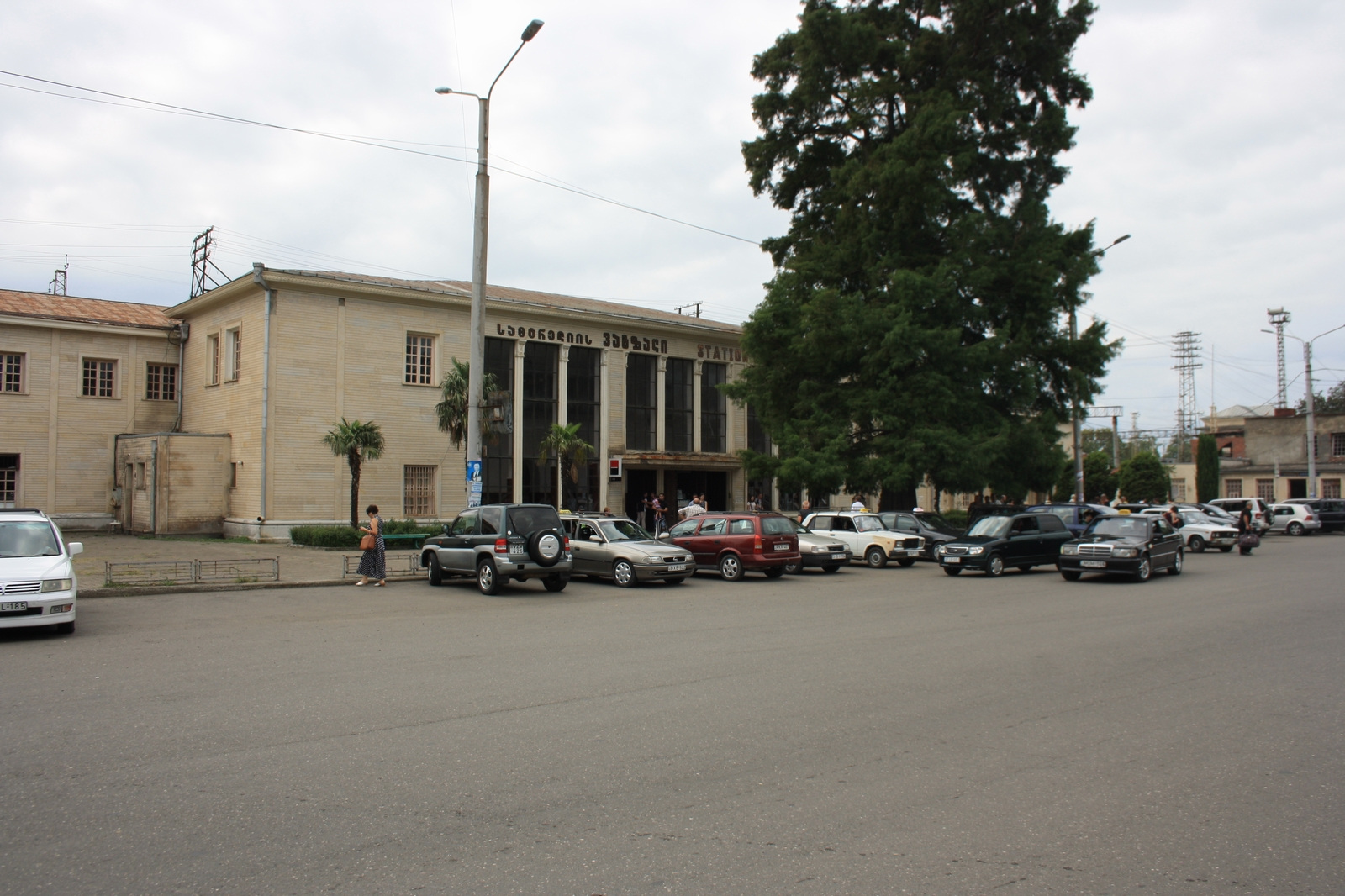
Железнодорожная станция

Важный железнодорожный узел Закавказья (линии на Тбилиси-Батуми).
В 10 км от Самтредиа находится международный аэропорт Кутаиси.
В 1982—2000 годах действовала троллейбусная система.

## Известные уроженцы и жители
- Каладзе, Кахабер Карлович — футболист и политик.
- Кверквелия, Соломон — футболист.
- Манджгаладзе, Эроси Акакиевич — народный артист СССР
- Шубладзе, Александр Юрьевич — футболист.

## Топографические карты
- Лист карты K-38-61 Самтредиа. Масштаб: 1 : 100 000. Состояние местности на 1987 год. Издание 1989 г.